# Belin e Beliet
Belin e Beliet (en francès Belin-Béliet) és un municipi francès situat al departament de la Gironda i a la regió de la Nova Aquitània.

## Demografia
| 1962                                       | 1968  | 1975  | 1982  | 1990  | 1999  | 2007  |
| ------------------------------------------ | ----- | ----- | ----- | ----- | ----- | ----- |
| 2.589                                      | 2.745 | 2.229 | 2.439 | 2.626 | 2.757 | 4.022 |
| Des de 1962: població sense dobles comptes |       |       |       |       |       |       |

## Administració
| Període   | Identitat                 | Partit        |
| --------- | ------------------------- | ------------- |
| 2001-2008 | Alain Péronnau            | UMP           |
| 2008-     | Marie-Christine Lemonnier | Divers droite |